# Tobias Jaecker
Tobias Jaecker (* 15. Dezember 1975 in Hamburg) ist ein deutscher Kommunikationswissenschaftler, Journalist und Sachbuchautor.

## Leben
Jaecker studierte von 1996 bis 2004 Publizistik- und Kommunikationswissenschaft, Politikwissenschaft und Neuere Geschichte an der Freien Universität Berlin. Seit 2018 ist er beim Deutschlandfunk Kultur als freier Redakteur tätig. 2000 bis 2020 arbeitete er in gleicher Funktion bei radioeins vom Rundfunk Berlin-Brandenburg (RBB), 2016 bis 2018 zudem bei den ARD-Tagesthemen. 2006 arbeitete er als Arthur F. Burns Fellow beim National Public Radio (NPR) in Chicago. 2013 wurde er bei Hermann Haarmann an der FU Berlin mit der Dissertation Hass, Neid, Wahn. Antiamerikanismus in den deutschen Medien zum Dr. phil. promoviert. In Online- und Printmedien hat er unter anderem in der tageszeitung, im Tagesspiegel, auf Zeit Online, in der Netzeitung und in der Jüdischen Allgemeinen veröffentlicht.

## Themen und Vorträge
Tobias Jaecker hält Vorträge und Seminare zu den Themen Antisemitismus, Antiamerikanismus, Verschwörungstheorien und Medienkritik. Insbesondere kritisiert er die nach dem 11. September 2001 erhobenen Vorwürfe gegen die „Öl-Mafia“ oder die „neokonservativen“ Berater der US-Regierung. Diese seien von den Mutmaßungen eines Jan van Helsing oft nicht weit entfernt. Dabei würden offizielle Untersuchungsergebnisse und Verlautbarungen nur als Beweise für die Plausibilität der eigenen, entgegengesetzten Theorien gewertet. Jaecker kritisiert Autoren wie Mathias Bröckers und Gerhard Wisnewski. Diese würden, Bröckers dabei etwas ironischer als andere, nach einem typischen verschwörungstheoretischen Muster vorgehen.
Verschwörungstheorien entstünden laut Jaecker im Zusammenhang mit gesellschaftlichen Umbrüchen wie Krisen und Kriegen, für die eine „glasklare Lösung“ präsentiert werde. Hätten lange nur „vereinzelte Sonderlinge“ entsprechende Theorien rezipiert, so rückten diese inzwischen mittels sozialer Netzwerke zunehmend in die Gesellschaft vor. Insbesondere rechte Verlage nützten „Verschwörungstheorien als Geschäftsmodell“. Jaecker hebt hervor, dass Verschwörungserzählungen oft auf antisemitischen oder antiamerikanischen Stereotypen aufbauten: „Verschwörungstheorien funktionieren nur, wenn sie an Ressentiments anknüpfen, die ohnehin schon vorhanden sind“.

## Preise und Stipendien
- 2006 Arthur F. Burns Fellowship bei NPR/Chicago Public Radio
- 2004 Förderpreis der Alumni-Verbindung „Freunde der Publizistik e. V. Alumni of Media and Communication Studies“ für Studierende und Absolventen des Instituts für Publizistik der FU Berlin (für sein Buch zu antisemitischen Verschwörungstheorien)

## Schriften
- Antisemitische Verschwörungstheorien nach dem 11. September. Neue Varianten eines alten Deutungsmusters (= Politische Theorie und Kultur, Band 2). Lit, Münster [u. a.] 2004, ISBN 3-8258-7917-8.
- Hass, Neid, Wahn. Antiamerikanismus in den deutschen Medien. Campus, Frankfurt am Main 2014, ISBN 978-3-593-50066-9 (Dissertation FU Berlin 2013).[6]